# Filippa Widlund
Anna Sofia Filippa Widlund, född 2 augusti 1968 i Luleå, är en svensk illustratör och författare. 

## Biografi
Widlund är född och uppvuxen i Luleå och sedan 2000 bosatt i Gnesta kommun. Hon är utbildad på Konstfack, linjen för Grafisk design och illustration 1990–1994. 
Widlund debuterade 1994 som bokillustratör med barnbilderboken Älvan och faunen. Hon har därefter illustrerat ett stort antal böcker, både skolböcker samt barn- och ungdomsböcker.
Hennes samarbete med barn- och ungdomsförfattaren Ulf Nilsson har uppmärksammats flera gånger. Illustrationerna i En halv tusenlapp (2005) angavs "ha funnit ett uttryck som utmärkt väl svarar mot stämningen i texten", och vinjetterna i Den döde talar (2006) beskrevs som "intresseväckande som fungerar utmärkt ihop med texten - förstärker, förtydligar och skapar atmosfär".
2002 kom Widlunds första seriealbum, Mona i rymdåldern, som är en science fiction-serie för barn med en liten tjej i huvudrollen.
Vid nyutgivningen av böckerna Julen kommer till Mumindalen (2018), Mumintrollen och den osynliga gästen (2019) samt Mumintrollen och havsorkestern (2020) gjordes illustrationerna av Widlund tillsammans med Cecilia Heikkilä. Widlund har själv angett att hon ser uppdraget att teckna i Tove Janssons anda som sitt mest ärofyllda.
Tillsammans med SVT-journalisten Bodil Appelquist driver hon sedan 2018 keramikverkstaden Höjdens Keramik i Gnesta.

## Utmärkelser
- 2005 – Årets Pandabok för Barn och Ungdom, för "Äventyret Naturen - från asfaltdjungel till ögonkorall" av Mats och Åsa Ottosson, illustrerad av Widlund